# ۶۶ (میلادی)
۶۶ (میلادی) شصت و ششمین سال تقویم میلادی است.

## رویدادها
بر اساس مکان
امپراتوری روم
- ۲۲ سپتامبر - امپراتور نرون لژیون اول ایتالیکا را تأسیس کرد. او تیتوس فلاویوس وسپاسیان را به عنوان ژنرال ارتش یهودا و فرماندار یهودا منصوب کرد که به او فرماندهی سه لژیون - پنجم مقدونیه، دهم فرتنسیس و پانزدهم آپولیناریس - را می‌دهد.[۱]
- اکتبر - شورش یهودیان علیه امپراتوری روم آغاز شد. زیلوت‌ها اورشلیم را محاصره کردند و پادگان رومی (گروهی از لژیون سوم سیرنایسا) را نابود کردند. سیکاری‌ها قلعه ماسادا مشرف به دریای مرده را تصرف کردند.[۲]
- اواسط و اواخر اکتبر - سستیوس گالوس، نماینده سوریه، به یهودیه لشکرکشی کرد و ارتشی رومی متشکل از ۳۰۰۰۰ نفر را برای سرکوب شورش یهودیان رهبری کرد. هسته اصلی این ارتش را لژیون دوازدهم فولمیناتا، به علاوه ۲۰۰۰ نفر منتخب از سه لژیون دیگر سوری، شش گروه دیگر پیاده نظام و چهار سواره نظام، به علاوه بیش از ۱۴۰۰۰ نیروی کمکی که توسط متحدان شرقی روم، از جمله هیرود آگریپا دوم و دو پادشاه وابسته دیگر، آنتیوخوس چهارم کوماژنی و سوهیموس امسا، که شخصاً نیروهای خود (عمدتاً کمانداران و سواره نظام) را رهبری می‌کردند، تشکیل می‌داد.[۳]
- گالوس نیروی اصلی خود را از قیصریه از طریق آنتیپاتریس به لدّه در امتداد ساحل هدایت می‌کند و واحدهای دیگر را از طریق خشکی و دریا جدا می‌کند تا دژهای شورشیان در یافا، نارباتا و برج افیق را خنثی کند. گالوس با در دست داشتن جلیل و کل ساحل یهودیه، پیش از آنکه باران‌های زمستانی جاده‌ها را غیرقابل عبور کند، لشکرکشی خود را آغاز می‌کند. او به داخل کشور تغییر مسیر می‌دهد و به سمت اورشلیم لشکرکشی می‌کند و از طریق دشت در عمائوس جاده را در پیش می‌گیرد. گالوس موفق می‌شود بیت شعریم ("شهر جدید") را در تپه بزیتا فتح کند.[۴]
- نوامبر - نبرد بث-هورون: گالوس محاصره اورشلیم را رها می‌کند و به دلایل نامشخصی تصمیم می‌گیرد به غرب و به اقامتگاه‌های زمستانی عقب‌نشینی کند، جایی که توسط شورشیان یهودی مورد کمین قرار گرفته و شکست می‌خورد. حدود ۵۳۰۰ سرباز رومی کشته می‌شوند، همچنین تمام حیوانات باربر آنها، توپخانه آنها (که قرار است چهار سال بعد در طول عملیات محاصره تیتوس به یهودیان اورشلیم خدمت کند) و بزرگترین رسوایی، پرچم عقاب لژیون دوازدهم فولمیناتا. گالوس سربازان خود را در حالی که آشفته بودند رها می‌کند و به سوریه فرار می‌کند.[۵]

بریتانیا
- سوئتونیوس پاولینوس، فرماندار بریتانیا، کنسول روم می شود.
- لژیون دوم آگوستای رومی در گلاستر مستقر است.

آسیا
- باکجه به دودمان شیلا در شبه‌جزیره کره حمله می‌کند و قلعه Ugok را تسخیر می‌کند.

بر اساس موضوع
هنرها و علوم
- دیوسکوریدس د ماتریا مدیکا خویش را نگاشت

نجوم
- دنباله‌دار هالی قابل رویت بود

دین
- نامه اول به تیموتاوس توسط پل مقدس نگاشته شد
- پولس برای دومین بار پس از آزادی از روم در آسیای صغیر. سپس احتمالاً به یونان می‌رود. دومین حبس در روم.

## درگذشتگان
- کلودیا آنتونیا، دختر کلودیوس (متولد 30 پس از میلاد)

- گایوس آنیسیوس سریالیس، کنسول رومی

- لوسیوس آنیوس وینیسیانوس، سیاستمدار رومی (متولد 36 پس از میلاد)

- مارسیا سرویلیا سورانا، نجیب زاده رومی

- روفریوس کریسپینوس، بخشدار پراتورین رومی

- پترونیوس نویسنده رومی (زاده حدود ۲۷ میلادی)